# Minivet à ventre blanc
Pericrocotus erythropygius
Espèce
Statut de conservation UICN

 LC  : Préoccupation mineure
Le Minivet à ventre blanc (Pericrocotus erythropygius) est une espèce d'oiseaux de la famille des Campéphagidés, que l’on trouve au Népal et en Inde.

## Étymologie
L'origine du nom vernaculaire des minivets n'est pas connu mais il semble être l'adaptation anglaise d'un nom indien peut-être imitatif. Le genre Pericrocotus semble lié à la couleur safran de certains minivets.

## Description
Le Minivet à ventre blanc mâle a la tête, la nuque, la queue et le manteau noir brillant. L’espèce à un collier blanc, la gorge est orange, le reste des parties inférieures est également blanc. Le croupion est orange avec des marques blanches sur les ailes. Le plumage du mâle de cet oiseau rappelle celui des mâles reproducteurs de l'espèce stonechats. La femelle minivet est d'apparence plus terne, avec des parties supérieures gris foncé, des ailes noires, un collier blanc, une queue noire et des lores noir brillant. Les ailes ont des marques blanches semblables à celles des mâles, et le croupion est orange.

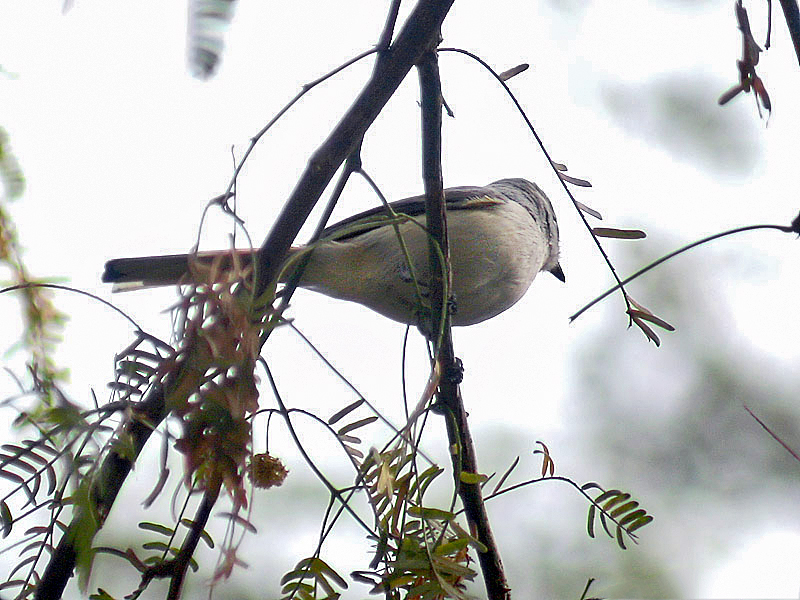
Minivet à ventre blanc femelle.

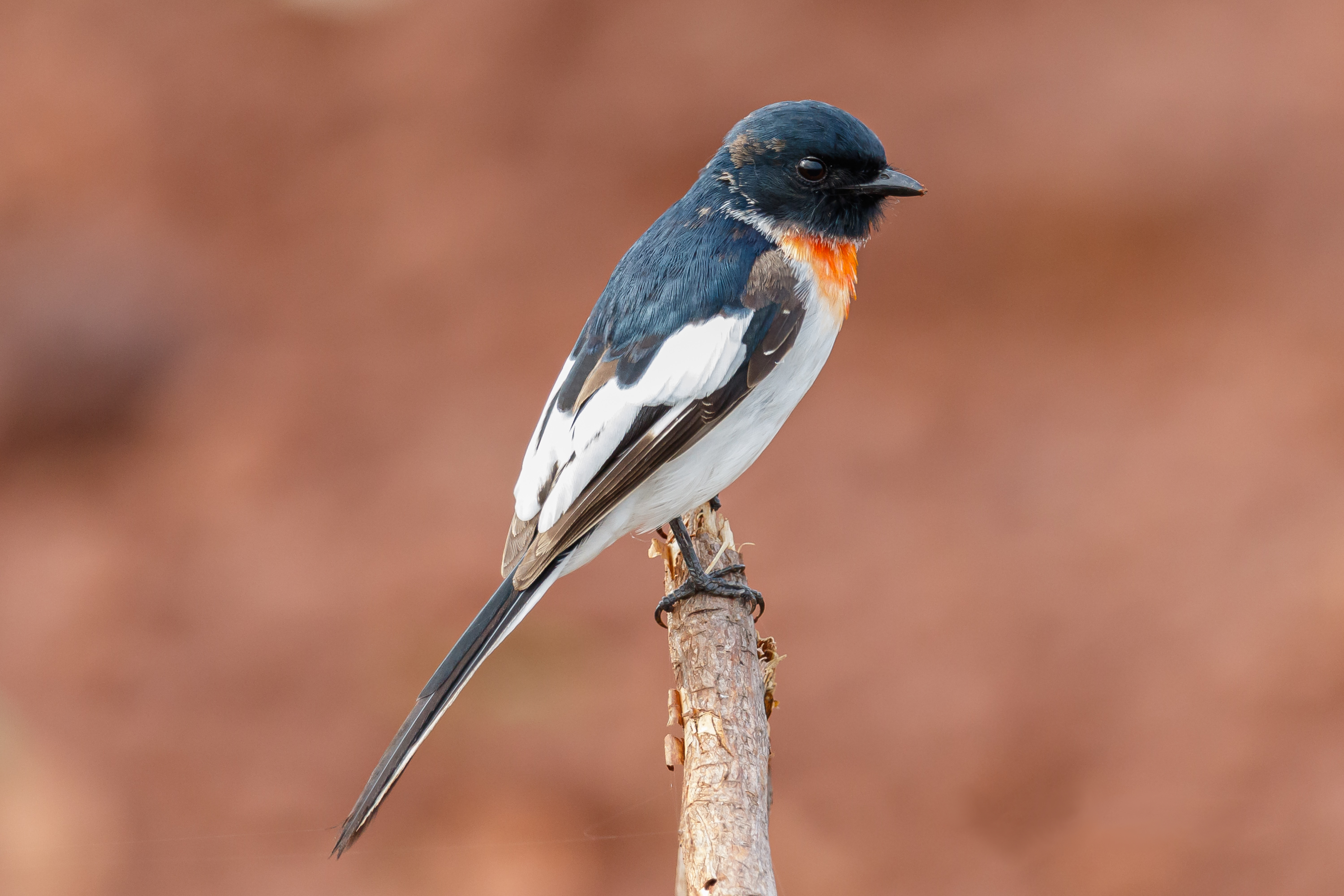
Minivet à ventre blanc mâle.

Il mesure entre 18,5 à 20 cm de long.

## Habitat et comportement
Le Minivet à ventre blanc se trouve au Népal et en Inde, principalement dans les forêts de feuillus sèches. Cette espèce habite la savane ouverte avec des pousses d'acacias éparses, les prairies sèches et les zones artificielles terrestres comme le terrain agricole. Elle occupe une zone d’occurrence extrêmement étendue, de plus de 20 000 km2.
Le minivet se déplace généralement en petits groupes, se joignant parfois avec d’autres espèces. Il se nourrit principalement d'insectes qu’il attrape au vol ou en se perchant dans la canopée des arbres.
Son chant est un sifflement agréable.

## Reproduction
Cet oiseau fait son nid très haut dans la cime des arbres. Le nid est une structure en forme de coupe tissée avec de petites brindilles et des toiles d'araignées pour augmenter la résistance du nid. En général quatre œufs sont pondus. Ceux-ci sont incubés pendant 17 à 18 jours. L'incubation est principalement assurée par la femelle, mais les deux oiseaux aident à élever la progéniture.

## Sous-espèces
Il existe deux sous-espèces du minivet à ventre à blanc :
- Pericrocotus erythropygius albifrons - présent dans les plaines au centre du Myanmar ;
- Pericrocotus erythropygius erythropygius - présent dans l’Inde péninsulaire (Punjab et Rajasthan jusqu'à Bihar et Mysore).

## Statut de conservation
La population est considérée comme stable, elle est classée par l’UICN comme « préoccupation mineure »,.

## Systématique
Le nom valide complet (avec auteur) de ce taxon est Pericrocotus erythropygius (Jerdon, 1840).
Ce taxon porte en français le nom vernaculaire ou normalisé suivant : Minivet à ventre blanc.